# 酌情
酌情（英語：discretion）的意思是自己按照情況，決定判斷及行為。在法律上，通常不同職級的執法人員、官員、法官等基於法規認可所行使判斷權力，香港稱酌情權、中國大陸及臺灣則是自由裁量權；意義類似中國傳統所說的「便宜行事」，指「經上級許可，不用請示而自己斟酌情形處理事務。」
如何處理酌情權是現代公共行政的重要課題，原因是處置問題的方法通常不止一個，在多個選擇中選取一個就已經有了酌情權；而適當給予前線員工酌情權可增加工作靈活性，是權力下放的一種。